# 伊達邦隆
伊達 邦隆（だて くにたか）は、江戸時代後期の武士。陸奥国仙台藩一門第四席・涌谷伊達家12代（亘理氏30代）当主。

## 生涯
天保6年（1835年）、伊達義基の子として誕生。幼名は鉉次郎、のち仙台藩12代藩主・伊達斉邦の偏諱を受けて、邦隆と名乗る。
天保10年（1839年）6月、父・義基の死去により家督を相続し、涌谷邑主となる。天保13年（1842年）1月、一門角田邑主石川宗光の娘・元子を娶る。弘化4年（1847年）、家臣・鈴木篤親、篤恭親子を江戸の高島秋帆に入門させ洋式砲術を学ばせる。 安政2年（1855年）、領内の郷学学習館を月将館と改称する。
天保年間、義基の代に荒地を開拓して桑園を開いたことから、領内で養蚕を奨励した。
慶応3年（1867年）3月28日死去。享年33。嫡男・胤元が家督を相続した。

## 系譜
- 父：伊達義基（1808-1839）
- 母：但木直行の娘
- 正室：元子 - 石川宗光の娘
  - 長男：伊達胤元（1857-1882）
  - 長女：千保 - 但木直次（良次）室
  - 次女：厚 - 山本氏室
  - 三女：喜保 - 竹内寿貞室
  - 四女：栄 - 八巻知道室
  - 五女：郁 - 但木乙橘室

## 偏諱を受けた人物
- 亘理隆教（実弟）
- 亘理隆胤（佐沼亘理家当主、登米郡佐沼町初代町長）